# Jochen Habekuß
Jochen Habekuß (* 18. Juli 1950 in Schkopau) war Fußballtorwart in Schkopau. Dort spielte er für die BSG Chemie Buna Schkopau eine Saison in der DDR-Oberliga, der höchsten Spielklasse des DDR-Fußball-Verbandes. 
Habekuß trat am 1. Juli 1961 als knapp Elfjähriger in die Betriebssportgemeinschaft (BSG) Chemie Buna Schkopau ein und wurde dort Torwart. Nachdem er zuletzt mit der Männermannschaft in der drittklassigen Bezirksliga gespielt hatte, musste er vom November 1969 bis zum April 1971 seinen Armeedienst ableisten, den er bei der Armeesportgemeinschaft Vorwärts Leipzig in der zweitklassigen DDR-Liga. verbrachte. 1973 wurde er mit der BSG Chemie Bezirksmeister und stieg mit der Mannschaft in die DDR-Liga auf. Ende der 1970er Jahre wurde er zum Mannschaftskapitän gewählt, dieses Amt übte er bis 1985 aus. In der Saison 1980/81 erkämpfte sich Chemie Buna Schkopau überraschend den Aufstieg in die Oberliga. Der 1,78 m große Habekuß war der einzige Spieler, der alle 22 Punkt- und die acht Aufstiegsspiele bestritten hatte. Auch in die Oberligasaison 1981/82 ging die BSG mit dem inzwischen 31-jährigen Habekuß als Stammtorwart, er stand in 23 der 26 Punktspiele im Tor. Habekuß konnte jedoch nicht verhindern, dass seine Mannschaft mit 77 Gegentoren zum Saisonende die schlechteste Torbilanz aller 14 Mannschaften aufwies und folgerichtig nach einem Jahr wieder aus der Oberliga absteigen musste. Nach weiteren fünf Spielzeiten in der DDR-Liga beendete Habekuß 1987 seine Laufbahn als Torwart. 
Anschließend wurde Habekuß, der von Beruf Lehrausbilder war, Nachwuchstrainer in Schkopau. Von 1995 bis 1997 trainierte er die Oberliga- und spätere Verbandsligamannschaft des Schkopauer Nachfolgevereins SV Merseburg 99. Danach wurde er beim SV 99 wieder Nachwuchstrainer und engagierte sich auch beim Fußballnachwuchs des TSV Leuna. Nach der Wende von 1989 sattelte Habekuß beruflich um und ging ins Gastronomiegewerbe.